# 23
23. је била проста година.

## Догађаји
- Тиберије је концентрисао 10 кохорти преторијанске гарде у Риму.
- Побуњеничке снаге заузимају Чанган. После тродневне опсаде, палата је заузета. Смрт Ванг Манга.